# Eidophor

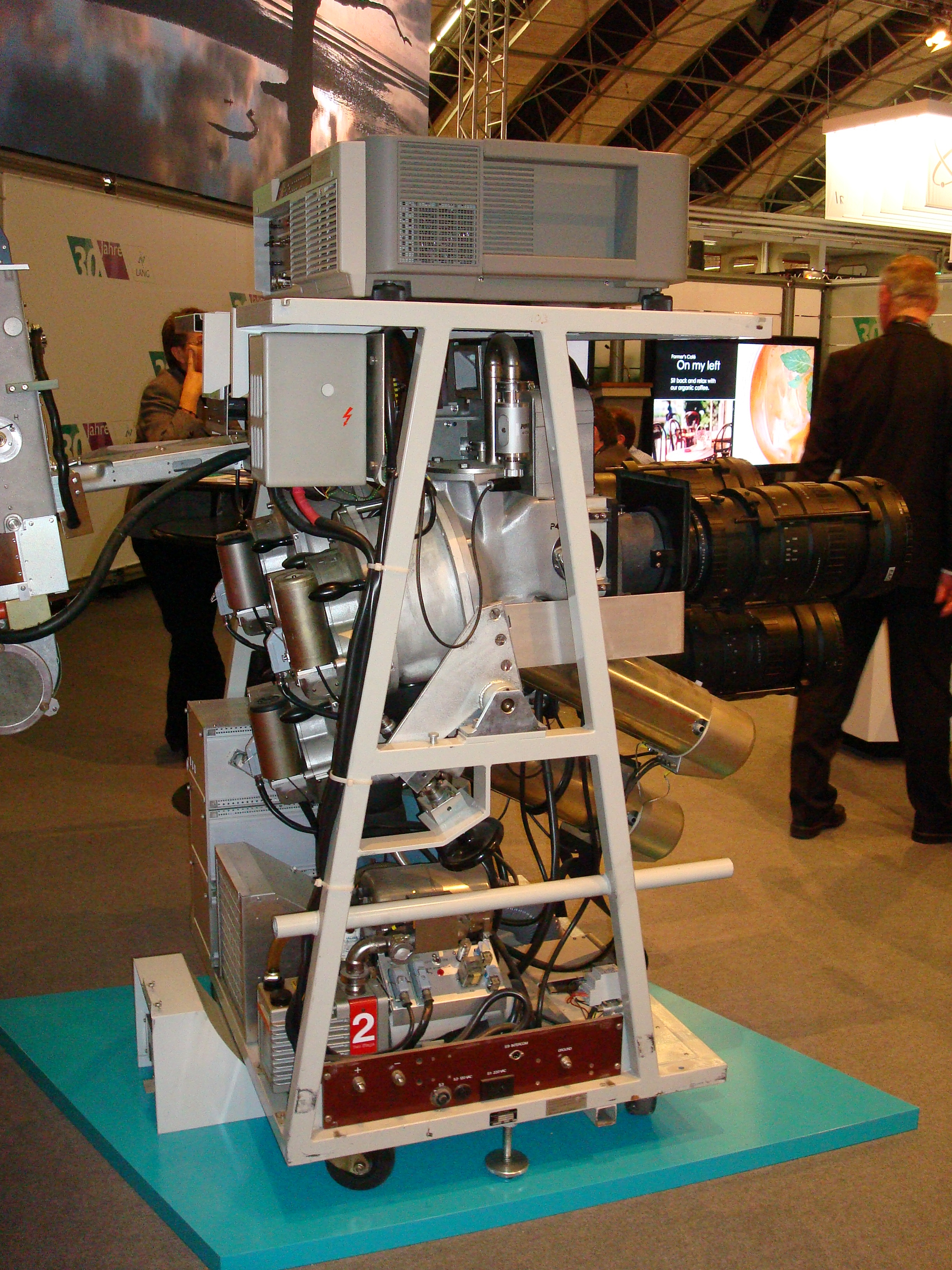
Eidophor

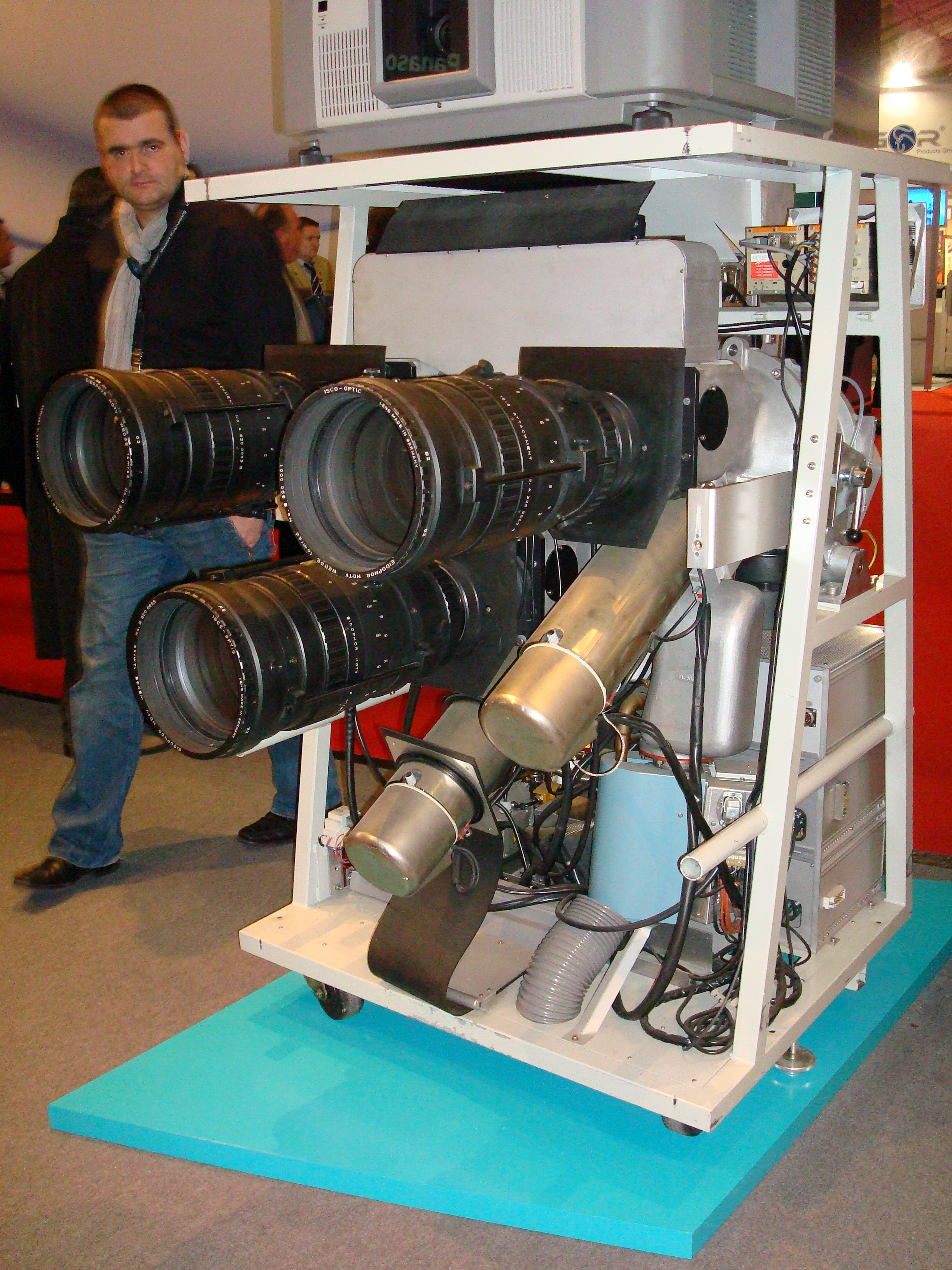
Eidophor, voorzijde

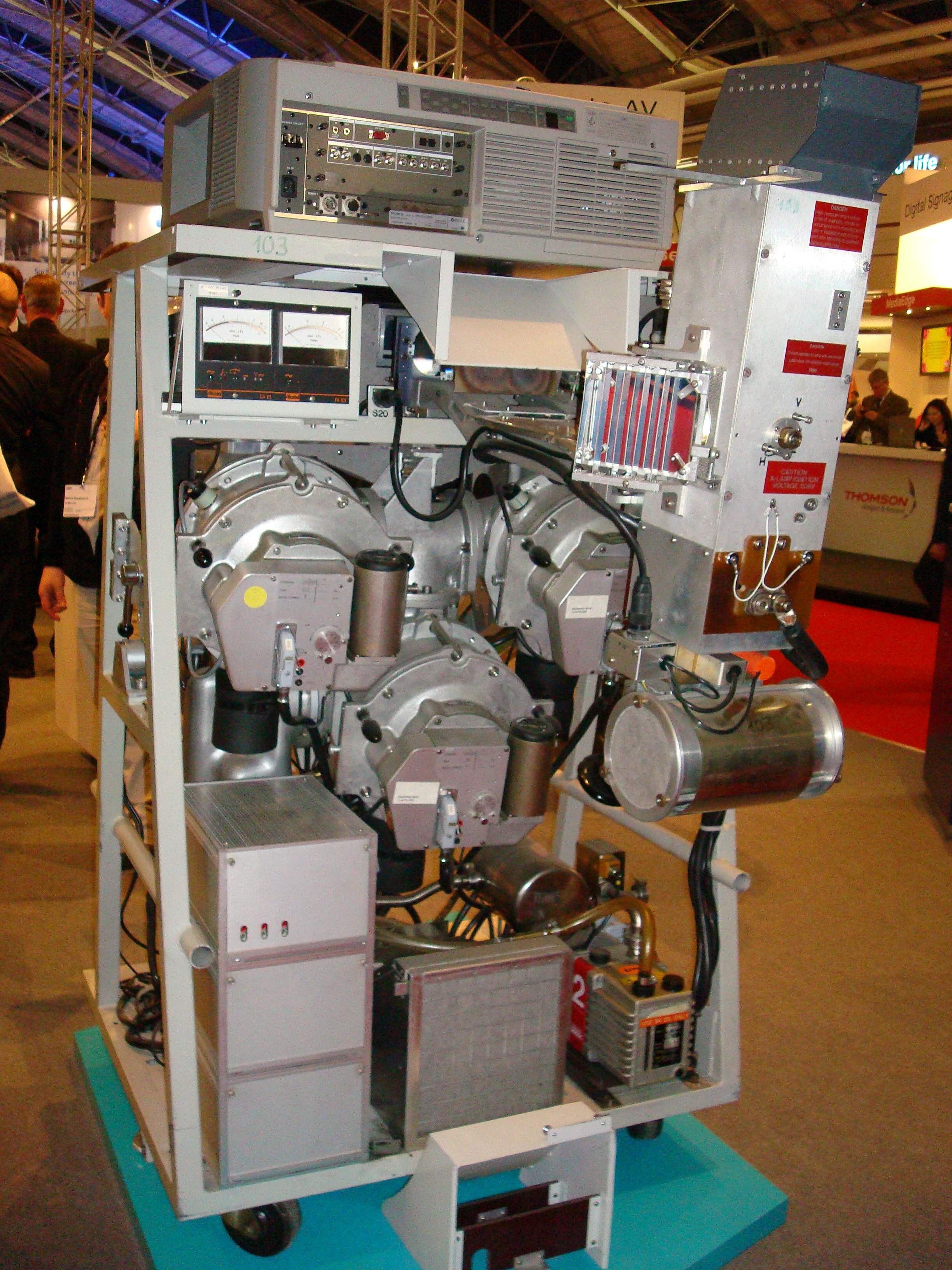
Eidophor, achterzijde

Het Eidophor-systeem is het oudste systeem om televisiebeelden op grote schermen te projecteren. Tot in de late jaren 1980 bleef het systeem in gebruik voor professionele toepassingen. De naam Eidophor is ontleend aan de Griekse woorden εἶδος eidos, beeld en φορέω phoreō, dragen; Eidophor betekent dus zoiets als beelddrager. Het woord wordt als een naam beschouwd en wordt dus bij voorkeur met een hoofdletter geschreven.

## Ontwikkeling
Het oorspronkelijke idee voor de Eidophor was in 1939 ontwikkeld door de Zwitserse elektrotechnisch ingenieur en fysicus prof. dr. Fritz Fischer van de faculteit technische natuurkunde van de Technische Universiteit Zürich. Het eerste prototype werd in 1943 gepresenteerd. Het US Patent and Trademark Office verleende een octrooi.

## Werking
De Eidophor gebruikt een optisch systeem dat enigszins lijkt op een gangbare filmprojector, maar de film is vervangen door een langzaam roterende schijf. Deze schijf is bedekt met een dunne laag (ca. 14 μm dik) van een dikke, transparante olie. Met behulp van een scannende elektronenbundel wordt elektrische lading plaatselijk op deze olielaag aangebracht, waardoor het oppervlak van de laag vervormt. Deze elektronenbundel wordt gemoduleerd met het televisiesignaal, zodat de vervormingen van de olielaag een representatie van het televisiebeeld vormt. Licht van een sterke xenon-gasontladingslamp schijnt op de olielaag via een gestreepte spiegel, die afwisselend reflecterende en niet-reflecterende banen heeft. Deze spiegel bevindt zich in het brandvlak van een holle spiegel. Delen van de olielaag die niet door de elektronenbundel worden vervormd, reflecteren het licht rechtstreeks naar de lichtbron, terwijl licht dat door vervormde delen van de olielaag is gegaan, afgebogen wordt en door de nabijgelegen transparante gedeelten en verder naar het projectiesysteem gaat. Terwijl de schijf ronddraait, zorgt een rakel voor het ontladen en weer gladstrijken van de olielaag. Daarna is deze weer klaar voor het volgende televisiebeeld.
De afbuiging van het licht in de olielaag ontstaat door faseverschuivingen, op soortgelijke wijze als in de schlierenoptica.
Kleurenprojectie is mogelijk met drie parallelle Eidophorsystemen met respectievelijk een rood, een groen en een blauw filter.
Eidophorsystemen gaven een voor toenmalige begrippen uitstekend beeld.